# Virama

Virama en devanagari.

Virama (sànscrit: विराम, virāma) és un terme genèric per designar el diacrític que en la majoria d'escriptures de la família bràmica, incloent-hi l'alfabet Devanagari i el bengalí, s'utilitza per suprimir la vocal inherent que es pronuncia (si no s'indica el contrari) acompanyant cada lletra consonant dels alfabets sil·làbics o abugides. En devanagari i altres alfabets consisteix en una coma orientada a la dreta que es col·loca a la part inferior dreta de la lletra (्).

## Noms
Virama en sànscrit significa "cessament, resolució, final". En les diverses llengües índiques s'utilitza aquest manlleu del sànscrit o bé un terme específic equivalent, com ara halant (hindi: हलन्त, halant); halanta (marathi: हलंत, halanta), hoshonto (bengalí: হসন্ত, hôsôntô ? ্); (assamès: হসন্ত o হছন্ত, hoxonto o hosonto ? ্); (sylheti: ꠢꠡꠘ꠆ꠔꠧ, ośonto  ꠆); pollu (telugu: పొల్లు, Pollu ? ్); pulli (tàmil: புள்ளி, puḷḷi ? ்), chandrakkala o viraamam (malaiàlam: ചന്ദ്രക്കല/വിരാമം, candrakkala/viraamam ? ്); halanta (kannada: ಹಲಂತ, halanta ? ್); halanta (oriya: ହଳନ୍ତ, haḷanta ୍); halant (punjabi: ਹਲਂਤ, halant ? ੍); hal kirima (singalès: හල් කිරිම, hal kirīma ්); a that (Burmese: အသတ်, a.sat IPA: [ʔaθaʔ],literalment "inexistència" ်); karan (tailandès การันต์, pinthu (พินทุ), lit. "punt" o "bindu" o thanthakhat (ทัณฑฆาต)); i pangkon (javanès: ꦥꦁꦏꦺꦴꦤ꧀).

## Ús
En alfabet Devanagari i molts altres sistemes d'escriptura bràmiques, una virama s'utilitza per a cancel·lar la vocal inherent d'una consonant i representar una consonant sense vocal, una consonant "morta". Per exemple, en l'alfabet Devanagari,
1. क és la lletra consonant ka, representa la síl·laba [ka]
2. ् és la virama; per tant,
3. क् (ka + virama) representa el so k, [k].

Si a més aquesta k क्, va seguida d'una altra lletra consonant, per exemple, ṣa ष, el resultat pot ser com a क्‌ष, que representa kṣa com ka + (visible) virama + ṣa. En aquest cas, dos elements k क् i ṣa ष són simplement col·locades una al costat de l'altra. Alternativament, kṣa també es pot escriure com una lligadura क्ष, que en realitat és la forma preferida.
Generalment, quan una lletra consonant morta C1 i una altra consonant lletra C₂ són agregades, el resultat pot ser:
1. Lligadura totalment agregada de C1+C₂;
2. Semiagregada—
  - C1-agregada: una forma modificada (mitja forma) de C1 adjuntada a la forma original (forma completa) de C₂
  - C₂-agregada: una forma modificada de C₂ adjuntada a la forma completa de C1; o
3. No lligades: formes completes de C1 i C₂ amb una virama visible.[5]

Si el resultat és agregat del tot o semiagregat, la virama (conceptual) que va converteix C1 en consonant morta es converteix en "invisible", lògicament existent només en l'esquema de codificació de caràcters com a l'ISCII o a l'Unicode. Si el resultat no és lligat, el virama és visible, és a dir, escrit, adjuntat a C1
Bàsicament, aquestes les diferències només són variants de glifs, i tres formes són semànticament idèntiques. Tot i que hi pot haver una forma preferida per a un determinat grup consonàntic en cada llengua, i alguns alfabets no tenen cap tipus de lligadures o de formes semiagregades, en general és acceptable d'utilitzar una forma no lligada en comptes d'una lligadura (fins i tot si és el preferit) si la font no tédisposa del símbol per a la lligadura. En alguns altres casos, utilitzar o no una lligadura és només una qüestió de gustos.
La virama en la seqüència C1 + virama + C₂ pot actuar com un caràcter de control invisible per escriure la lligadura C1 + C₂ en Unicode. Per exemple,
- ka क + virama + ṣa ष = kṣa क्ष

és una llligadura completament agregada. És també possible que el virama no ligate C1 i C2, deixant les formes plenes de C1 i C2 mentre són:
- ka क + virama + ṣa ष = kṣa क्‌ष

Les seqüències ङ्क ङ्ख ङ्ग ङ्घ [ŋka ŋkʰa ŋɡa ŋɡʱa], en l'escriptura del Devanagari a mà, s'haurien d'escriure correctament com a agregats (el virama i la línia superior de la segona lletra desapareixen, i la part que roman de la segona lletra s'escriu unit i a sota de la ङ).

## Final de paraula
A final de paraula la vocal inherent no sempre es pronuncia. En aquest cas no cal utilitzar virama per indicar la supressió de la vocal. Dit d'una altra manera, l'ortografia està fortament fonamentada en el sànscrit, en el qual pronuncien totes les vocals inherents, però permet que el lector de llengües modernes faci l'elisió de la vocal final quan correspongui.

## Formes
El diacrític virama es represent de forma diferent en els diferents alfabets. Els dos abugides més àmpliament utilitzats, el devanagari (més de 600 milions d'usuaris) i el bengalí (més de 220 milions d'usuaris), el halant (hindi) o hoshonto (bengalí) es represetna amb una coma orientada a la dreta que se situa a sota la consonant en qüestió (्). La mateixa forma es troba en l'oriyia. En canvi en malaiàlam la virama s'indica amb mig cercle obert per dalt que es col·loca elevat darrere la consonant (്).
Aquestes són algunes de les formes que presenta el diacrític virama en diversos alfabets:

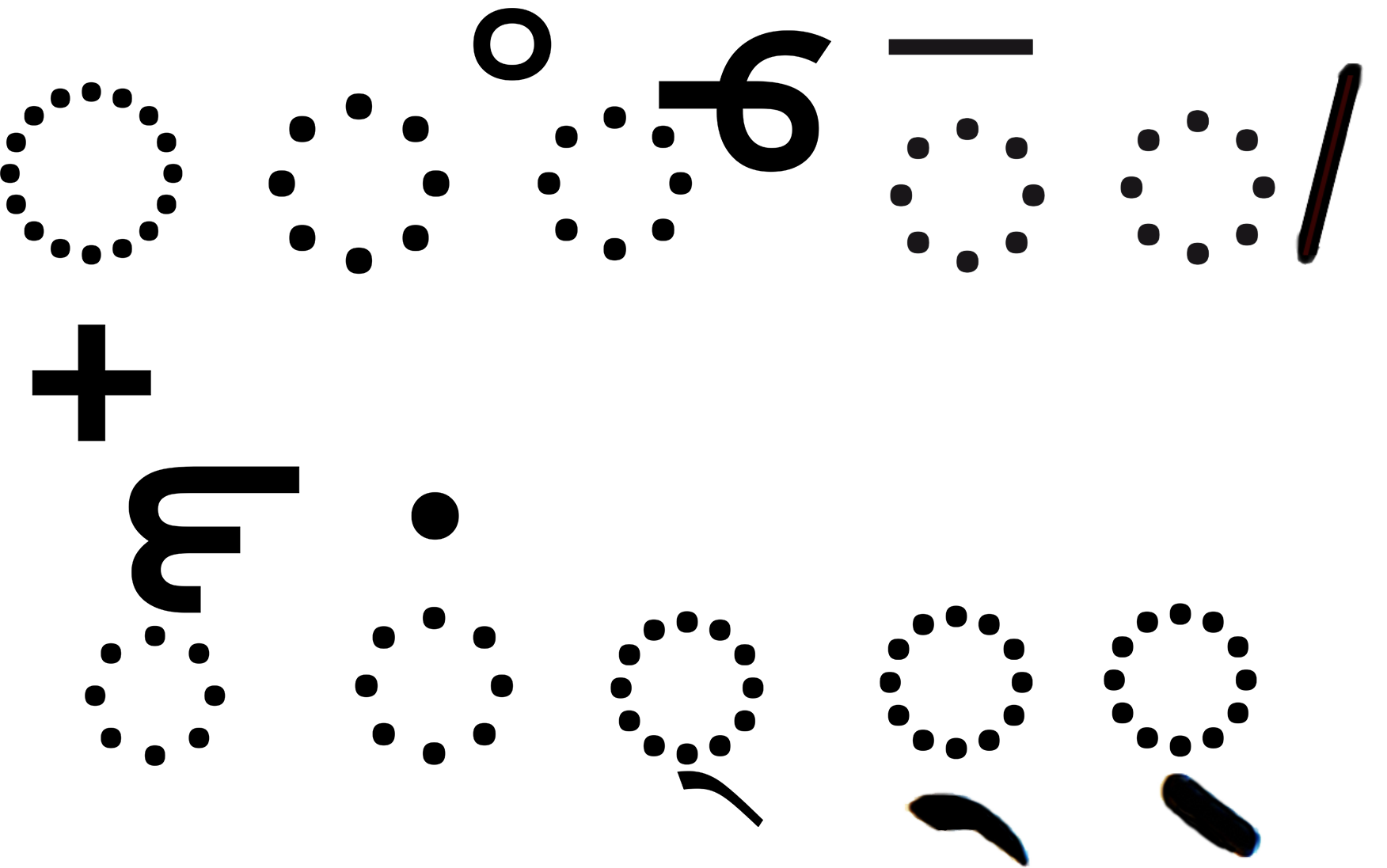
Virama en diferents alfabets
Chakma i Myanmar
Devanagari i altres
Brahmi
Kannada
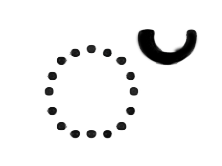
Malaiàlam
Rejang
Telugu